# 고득종

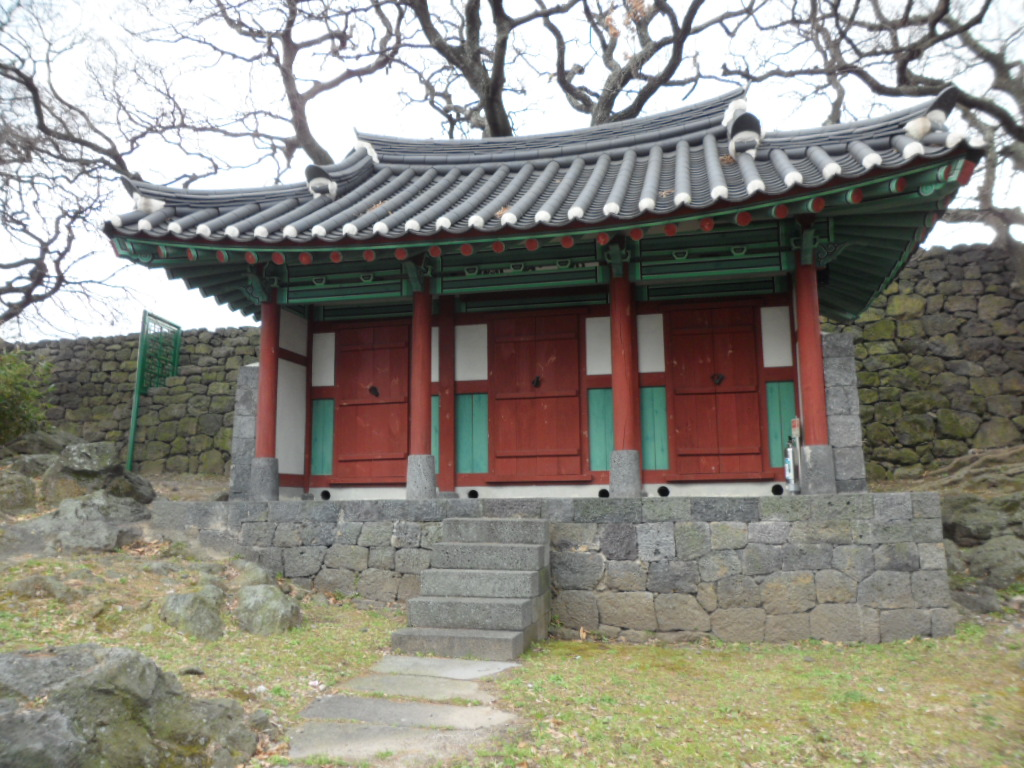
고득종을 기리는 제사가 매년 양력 10월 15일 이 곳 오현단의 향현사에서 치러지고 있다.

고득종(高得宗, 1388년 ~ 1452년)은 조선 전기의 문신이다. 본관은 제주(濟州). 자는 자부(子傅), 호는 영곡(靈谷). 시호는 문충(文忠)이다. 1414년 문과에 급제한 후 동지중추원사(同知中樞院事)와 한성부판윤 등을 역임하였다.

## 생애
증조부는 고순원(高順元), 할아버지는 고신걸(高臣傑)이며, 아버지는 상장군 고봉지(高鳳智)이다.
1413년(태종 13) 효행으로 천거받아 음직으로 직장(直長)이 되고, 1414년 친시 문과에 을과로 급제하였다. 대호군(大護軍)·예빈시판관(禮賓寺判官) 등을 거쳐, 1427년(세종 9) 다시 문과 중시에 을과로 급제하였다.
1437년 첨지중추원사가 되고 이듬해 호조참의로서 종마진공사(種馬進貢使)가 되어 명나라에 다녀왔다.
1439년 통신사가 되어 부사 윤인보(尹仁甫), 서장관 김몽례(金夢禮)와 함께 일본에 가서 아시카가(足利義敎)와 오우치(大內持世)의 서계(書契)를 가지고 돌아왔다. 1441년 예조참의로 다시 성절사(聖節使)가 되어 명나라에 다녀왔다.
이후 동지중추원사(同知中樞院事)와 한성부판윤 등을 역임하고, 1448년 도전운사(都轉運使)가 되어 충청도와 전라도의 쌀을 평안도로 운반하는 임무를 수행하였다.
문장과 서예에 뛰어났으며, 효성이 지극하여 사후에 정문(旌門)이 세워졌다. 《신증동국여지승람》에 몇 편의 시가 전한다. 시호는 문충(文忠)이다.
묘지는 황해도 김천군과 개풍군 사이에 재궁동(齋宮洞)으로 정하여 안장되었고, 공의 유덕을 기리기 위하여 경기도 강화군 불은면 두운리에 영모사(음력 10월 1일 제사) 및 제주시 이도1동 오현단에 향현사(양력 10월 15일 제사) 등에서 제사를 지내고 있다.

## 같이 보기
- 오현단
- 홍화각 현판 - 제주특별자치도의 유형문화재 제32호